# Ponnier P.1
Le Ponnier P.1 est un prototype d'avion militaire réalisé en France par Ponnier en 1914.